# Antichtone
L'Antichtone ou Antichton (khthôn : "terre" - "chthonien") est une terre australe, un continent hypothétique imaginé par les anciens grecs, et qui aurait équilibré les masses des continents de l'hémisphère nord. La découverte de l'Océanie puis de l'Antarctique ont mis fin à cette hypothèse.
L'Antichtone ou Anti-terre est une notion inventée par Pythagore par souci de symétrie intellectuelle avec Terre ou pour obtenir un 10 avec les objets célestes.

« C’est ainsi que n’ayant observé que 9 planètes dans le ciel, comme le nombre parfait est le nombre 10, il en avait conclu qu’il existe une dixième planète et lui avait donné un nom :  Antichton »

— in Jean Bardy, Henri Bergson, Bruno Ingrao, Bergson professeur au lycée Blaise Pascal de Clermont-Ferrand (1883-1888), essai sur la nature de l’enseignement philosophique initial. p. 134. Éditions l’Harmattan (1998).  (ISBN 2738465838)